# Pristimantis riveroi
Pristimantis riveroi es una especie de anfibio anuro de la familia Craugastoridae.

## Distribución
Esta especie es endémica del estado de Aragua en Venezuela. Habita en Rancho Grande a una altitud de 1 100 m en la Serranía del Litoral, en la Cordillera de la Costa.

## Etimología
Esta especie lleva el nombre en honor a Juan A. Rivero.

## Publicación original
- Lynch & La Marca, 1993 : Synonymy and variation in Eleutherodactylus bicumulus (Peters) from northern Venezuela, with a description of a new species (Amphibia: Leptodactylidae). Caribbean Journal of Science, vol. 29, n.º 3/4, p. 133-146[5]